# Regulärer Raum
In der Topologie und in verwandten Gebieten der Mathematik sind reguläre Räume spezielle topologische Räume, in denen  ein abgeschlossener Teilraum sich stets von jedem außerhalb liegenden Punkt durch Umgebungen trennen lässt.
Ein T3-Raum ist ein regulärer Raum, der außerdem ein Hausdorff-Raum ist.

## Definition
Sei {\displaystyle X} ein topologischer Raum. Zwei Teilmengen {\displaystyle Y} und {\displaystyle Z} von {\displaystyle X} heißen durch Umgebungen getrennt, falls disjunkte offene Mengen {\displaystyle U} und {\displaystyle V} mit {\displaystyle Y\subset U} und {\displaystyle Z\subset V} existieren.
{\displaystyle X} heißt regulärer Raum, falls jede abgeschlossene Menge {\displaystyle A\subset X} und jeder Punkt {\displaystyle x\in {X\setminus A}} durch Umgebungen {\displaystyle U\in {\mathfrak {U}}(A)} von {\displaystyle A} sowie {\displaystyle V\in {\mathfrak {U}}(x)} von {\displaystyle x} getrennt sind, also mit {\displaystyle U\cap V=\emptyset }.
Hinweis: In der Literatur ist die Bezeichnung regulärer Raum und T3-Raum nicht eindeutig. Gelegentlich sind die Definitionen gegenüber der hier präsentierten Variante vertauscht.

## Beispiele
- Jeder indiskrete Raum mit mehr als einem Element ist regulär.
- Jeder metrische Raum ist regulär.[1]
- Der Niemytzki-Raum ist ein regulärer Raum, der nicht normal ist.[2]

## Permanenz-Eigenschaften
- Unterräume regulärer Räume sind wieder regulär.
- Beliebige Produkte regulärer Räume sind wieder regulär.

## Beziehungen zu anderen Trennungsaxiomen
- Jeder reguläre Raum ist symmetrisch.[3]
- Jeder reguläre Raum, der T0 erfüllt, erfüllt auch T2 und somit T1: Betrachte zwei Punkte {\displaystyle x} und {\displaystyle y}. Ohne Beschränkung der Allgemeinheit existiere eine offene Umgebung von {\displaystyle y}, die {\displaystyle x} nicht enthält (andernfalls vertausche die beiden Punkte). Ihr Komplement ist abgeschlossen und enthält {\displaystyle x}, aber nicht {\displaystyle y} und kann daher von {\displaystyle y} durch disjunkte Umgebungen getrennt werden, die somit auch {\displaystyle x} und {\displaystyle y} trennen.
- Jeder reguläre Raum ist präregulär.
- Jeder reguläre Raum ist außerdem halbregulär. Die regulär offenen Mengen bilden eine Basis eines regulären Raums. Diese Eigenschaft ist allerdings schwächer als die der Regularität. Das heißt, es gibt topologische Räume, deren regulär offene Mengen eine Basis bilden, aber die nicht regulär sind.
- Ein topologischer Raum ist genau dann ein regulärer Raum, wenn der Kolmogoroff-Quotient KQ('X') das Trennungsaxiom T3 erfüllt.
- Jeder vollständig reguläre Raum ist auch regulär, die Umkehrung gilt nicht, wie das Beispiel der Mysior-Ebene zeigt.
- Erfüllt ein regulärer Raum das zweite Abzählbarkeitsaxiom, so ist er bereits normal und nach dem Metrisierbarkeitssatz von Urysohn pseudometrisierbar.
- Jeder symmetrische normale Raum ist regulär.[4]

## Äquivalente Charakterisierung
Ein topologischer Raum ist genau dann regulär, wenn jeder seiner Punkte eine Umgebungsbasis aus abgeschlossenen Mengen besitzt. Umgebungsbasis {\displaystyle {\mathfrak {B}}} eines Punktes {\displaystyle x\in X} zu sein, bedeutet, dass man zu jeder Umgebung {\displaystyle U\in {\mathfrak {U}}(x)} eine Umgebung {\displaystyle B\in {\mathfrak {U}}(x)} mit {\displaystyle B\in {\mathfrak {B}}} und {\displaystyle B\subseteq U} findet.
Der Sachverhalt lässt sich auch recht leicht allein mit den topologischen Grundbegriffen (Offenheit und Abschluss) ausdrücken, ohne dabei Umgebungen und Umgebungsbasen einführen zu müssen: Für jedes {\displaystyle x\in O}, {\displaystyle O} offen, findet man ein offenes {\displaystyle V} mit {\displaystyle x\in V\subseteq {\overline {V}}\subseteq O}.